# Markus Wienstroer
Markus Wienstroer (* 24. Juni 1959 in Düsseldorf) ist ein deutscher Musiker, der sowohl auf dem Gebiet des Rock und Pop als auch des Jazz als Studio- und Livemusiker aktiv ist. Er ist hauptsächlich als Gitarrist tätig.
Wienstroer begann im Alter von sieben Jahren Geige zu spielen und war seit dem elften Lebensjahr Jungstudent an der Robert Schumann Hochschule Düsseldorf.
Auf dem Gebiet des Pop arbeitete Wienstroer u. a. mit Andrea Berg, Wolfgang Petry, Claudia Jung, Roland Kaiser und Heino zusammen. Er war Gründungsmitglied von Family 5. Neben anderen gehörte er von 1981 bis 1985 der Jazzband Naima, von 1985 bis 1991 der Countryband Nashville Music Company und von 1995 bis 2002 der Kölner Rockband L.S.E. an. Von 1985 bis 2001 spielte er in der Wuppertaler Fusion-Gruppe Das Pferd; zwischen 1997 und 2000 gehörte er zum Orchestra von Klaus König (Songs and Solos, 1998).
Seit 1996 arbeitet er mit Tom Astors Band, seit 1999 mit Marius Müller-Westernhagen, seit 2004 mit Tommy Engel und seit 2007 mit Anna Maria Kaufmann und mit Wolf Maahn. 1998 war er, auch als Geiger, an den Aufnahmen von zwei Jazzalben Lalo Schifrins in sinfonischer Besetzung beteiligt: Metamorphosis (1998) und Jazz Mass in Concert (1998), wo er neben Musikern wie Ray Brown, Francisco Aguabeila, Paquito D’Rivera, Jon Faddis, Jeff Hamilton, James Morrison, Grady Tate und Christopher Dell als Solist zu hören ist.
Insgesamt ist Wienstroer auf mehr als vierzig Alben dokumentiert; daneben wirkt er auch als Musikproduzent, komponiert Filmmusiken und gibt Meisterkurse und Workshops für Gitarre.